# Isverna
Isverna é uma comuna romena localizada no distrito de Mehedinți, na região de Oltênia. A comuna possui uma área de 145.37 km² e sua população era de 2369 habitantes segundo o censo de 2007.